# Оскар (кинопремия, 1949)
21-я церемония вручения наград премии «Оскар» за заслуги в области кинематографа за 1948 год состоялась 24 марта 1949 года в театре AMPAS в Лос-Анджелесе, Калифорния.

## Победители и номинанты
| Список кинокартин, получивших несколько номинаций: - 12: «Джонни Белинда» - 7: «Гамлет», «Жанна д’Арк» - 6: «Змеиная яма» - 5: «Я помню маму», «Красные башмачки» - 4: «Поиск», «Сокровища Сьерра Мадре» - 3: «Обнажённый город» - 2: «Императорский вальс», «Зарубежный роман», «Портрет Дженни», «Красная река», «Роман в открытом море», «Когда моя крошка улыбается мне» | Список кинокартин, получивших несколько наград: - 4: «Гамлет» - 3: «Сокровища Сьерра Мадре» - 2: «Жанна д’Арк», «Обнажённый город», «Красные башмачки» |

 Победители выделены отдельным цветом. 
| Категории                                                    | Лауреаты и номинанты                                                                                                  |
| ------------------------------------------------------------ | --- |
| Лучший фильм                                                 | «Гамлет» — J. Arthur Rank-Two Cities Films                                                                            |
| Лучший фильм                                                 | «Джонни Белинда» — Warner Bros.                                                                                       |
| Лучший фильм                                                 | «Змеиная яма» — 20th Century Fox                                                                                      |
| Лучший фильм                                                 | «Красные башмачки» — J. Arthur Rank-Archers                                                                           |
| Лучший фильм                                                 | «Сокровища Сьерра Мадре» — Warner Bros.                                                                               |
| Лучшая режиссёрская работа                                   | Джон Хьюстон — «Сокровища Сьерра Мадре»                                                                               |
| Лучшая режиссёрская работа                                   | Анатоль Литвак — «Змеиная яма»                                                                                        |
| Лучшая режиссёрская работа                                   | Жан Негулеско — «Джонни Белинда»                                                                                      |
| Лучшая режиссёрская работа                                   | Лоренс Оливье — «Гамлет»                                                                                              |
| Лучшая режиссёрская работа                                   | Фред Циннеман — «Поиск»                                                                                               |
| Лучшая мужская роль                                          | Лоренс Оливье — «Гамлет»                                                                                              |
| Лучшая мужская роль                                          | Дэн Дэйли — «Когда моя крошка улыбается мне»                                                                          |
| Лучшая мужская роль                                          | Монтгомери Клифт — «Поиск»                                                                                            |
| Лучшая мужская роль                                          | Клифтон Уэбб — «Ловко устроился»                                                                                      |
| Лучшая мужская роль                                          | Лью Эйрс — «Джонни Белинда»                                                                                           |
| Лучшая женская роль                                          | Джейн Уайман — «Джонни Белинда»                                                                                       |
| Лучшая женская роль                                          | Ингрид Бергман — «Жанна д’Арк»                                                                                        |
| Лучшая женская роль                                          | Айрин Данн — «Я помню маму»                                                                                           |
| Лучшая женская роль                                          | Барбара Стэнвик — «Извините, ошиблись номером»                                                                        |
| Лучшая женская роль                                          | Оливия де Хэвилленд — «Змеиная яма»                                                                                   |
| Лучшая мужская роль второго плана                            | Уолтер Хьюстон — «Сокровища Сьерра Мадре»                                                                             |
| Лучшая мужская роль второго плана                            | Чарльз Бикфорд — «Джонни Белинда»                                                                                     |
| Лучшая мужская роль второго плана                            | Сесил Келлауэй — «Удача ирландца»                                                                                     |
| Лучшая мужская роль второго плана                            | Хосе Феррер — «Жанна д’Арк»                                                                                           |
| Лучшая мужская роль второго плана                            | Оскар Хомолка — «Я помню маму»                                                                                        |
| Лучшая женская роль второго плана                            | Клер Тревор — «Ки-Ларго»                                                                                              |
| Лучшая женская роль второго плана                            | Барбара Бел Геддес — «Я помню маму»                                                                                   |
| Лучшая женская роль второго плана                            | Эллен Корби — «Я помню маму»                                                                                          |
| Лучшая женская роль второго плана                            | Агнес Мурхед — «Джонни Белинда»                                                                                       |
| Лучшая женская роль второго плана                            | Джин Симмонс — «Гамлет»                                                                                               |
| Лучший сценарий                                              | «Сокровища Сьерра Мадре» — Джон Хьюстон                                                                               |
| Лучший сценарий                                              | «Джонни Белинда» — Ирма фон Кьюб, Аллен Винсент                                                                       |
| Лучший сценарий                                              | «Зарубежный роман» — Чарльз Брэккетт, Билли Уайлдер, Ричард Л. Брин                                                   |
| Лучший сценарий                                              | «Змеиная яма» — Фрэнк Партос, Миллен Брэнд                                                                            |
| Лучший сценарий                                              | «Поиск» — Ричард Швайцер, Дэвид Векслер                                                                               |
| Лучший оригинальный литературный первоисточник               | «Поиск» — Ричард Швайцер, Дэвид Векслер                                                                               |
| Лучший оригинальный литературный первоисточник               | «Красные башмачки» — Эмерик Прессбургер                                                                               |
| Лучший оригинальный литературный первоисточник               | «Красная река» — Борден Чейз                                                                                          |
| Лучший оригинальный литературный первоисточник               | «Луизианская история» — Роберт Флаэрти, Фрэнсис Флаэрти                                                               |
| Лучший оригинальный литературный первоисточник               | «Обнажённый город» — Мэлвин Уолд                                                                                      |
| Лучшая музыка к драматическому или комедийному фильму        | «Красные башмачки» — Брайан Исдейл                                                                                    |
| Лучшая музыка к драматическому или комедийному фильму        | «Гамлет» — Уильям Уолтон                                                                                              |
| Лучшая музыка к драматическому или комедийному фильму        | «Джонни Белинда» — Макс Стайнер                                                                                       |
| Лучшая музыка к драматическому или комедийному фильму        | «Жанна д’Арк» — Хьюго Фридхофер                                                                                       |
| Лучшая музыка к драматическому или комедийному фильму        | «Змеиная яма» — Альфред Ньюман                                                                                        |
| Лучшая музыка к музыкальному фильму                          | «Пасхальный парад» — Джонни Грин, Роджер Иденс                                                                        |
| Лучшая музыка к музыкальному фильму                          | «Императорский вальс» — Виктор Янг                                                                                    |
| Лучшая музыка к музыкальному фильму                          | «Когда моя крошка улыбается мне» — Альфред Ньюман                                                                     |
| Лучшая музыка к музыкальному фильму                          | «Пират» — Ленни Хэйтон                                                                                                |
| Лучшая музыка к музыкальному фильму                          | «Роман в открытом море» — Рэй Хайндорф                                                                                |
| Лучшая песня к фильму                                        | «Buttons and Bows» — «Бледнолицый», музыка: Джей Ливингстон, текст: Рэй Эванс                                         |
| Лучшая песня к фильму                                        | «For Every Man There’s a Woman» — «Крепость», музыка: Гарольд Арлен, текст: Лео Робин                                 |
| Лучшая песня к фильму                                        | «It’s Magic» — «Роман в открытом море», музыка: Жюль Стайн, текст: Сэмми Кан                                          |
| Лучшая песня к фильму                                        | «This is the Moment» — «Эта дама в горностае», музыка: Фридрих Холлендер, текст: Лео Робин                            |
| Лучшая песня к фильму                                        | «The Woody Woodpecker Song» — «Мокрая всеобщая лотерея», музыка и текст: Раме Идрисс и Джордж Тибблз                  |
| Лучшая операторская работа в чёрно-белом фильме              | «Обнажённый город» — Уильям Х. Дэниэлс                                                                                |
| Лучшая операторская работа в чёрно-белом фильме              | «Джонни Белинда» — Тед МакКорд                                                                                        |
| Лучшая операторская работа в чёрно-белом фильме              | «Зарубежный роман» — Чарльз Лэнг                                                                                      |
| Лучшая операторская работа в чёрно-белом фильме              | «Портрет Дженни» — Джозеф Х. Огаст                                                                                    |
| Лучшая операторская работа в чёрно-белом фильме              | «Я помню маму» — Николас Мусурака                                                                                     |
| Лучшая операторская работа в цветном фильме                  | «Жанна д’Арк» — Джозеф Валентайн, Уильям В. Сколл, Уинтон Хок                                                         |
| Лучшая операторская работа в цветном фильме                  | «Зелёная трава Вайоминга» — Чарльз Г. Кларк                                                                           |
| Лучшая операторская работа в цветном фильме                  | «Любовники Кармен» — Уильям Снайдер                                                                                   |
| Лучшая операторская работа в цветном фильме                  | «Три мушкетёра» — Роберт Планк                                                                                        |
| Лучший дизайн костюмов в чёрно-белом фильме                  | «Гамлет» — Роджер Фёрс                                                                                                |
| Лучший дизайн костюмов в чёрно-белом фильме                  | «Дочь Б. Ф.» — Айрин Лентц                                                                                            |
| Лучший дизайн костюмов в цветном фильме                      | «Жанна д’Арк» — Дороти Джикинс, Барбара Каринска                                                                      |
| Лучший дизайн костюмов в цветном фильме                      | «Императорский вальс» — Эдит Хэд, Джил Стил                                                                           |
| Лучшая работа художника-постановщика в чёрно-белом фильме    | «Гамлет» — Роджер Фёрс, Кармен Диллон                                                                                 |
| Лучшая работа художника-постановщика в чёрно-белом фильме    | «Джонни Белинда» — Роберт Хаас, Уильям Уоллас                                                                         |
| Лучшая работа художника-постановщика в цветном фильме        | «Красные башмачки» — Хайн Хекрот, Артур Лосон                                                                         |
| Лучшая работа художника-постановщика в цветном фильме        | «Жанна д’Арк» — Ричард Дэй, Эдвин Кейси Робертс, Джозеф Киш                                                           |
| Лучший монтаж                                                | «Обнажённый город» — Пол Уэзервокс                                                                                    |
| Лучший монтаж                                                | «Джонни Белинда» — Дэвид Уисбарт                                                                                      |
| Лучший монтаж                                                | «Жанна д’Арк» — Фрэнк Салливан                                                                                        |
| Лучший монтаж                                                | «Красные башмачки» — Реджиналд Миллз                                                                                  |
| Лучший монтаж                                                | «Красная река» — Кристиан Найби                                                                                       |
| Лучший звук                                                  | «Змеиная яма» |
| Лучший звук                                                  | «Восход луны» |
| Лучший звук                                                  | «Джонни Белинда» |
| Лучшие визуальные эффекты                                    | «Портрет Дженни» — Пол Иглер, Дж. МакМиллан Джонсон, Расселл Ширман, Кларенс Слайфер, Чарльз Фримен, Джеймс Г. Стюарт |
| Лучшие визуальные эффекты                                    | «Глубокие воды» — Ральф Хаммерас, Фред Серсен, Эдвард Снайдер, Роджер Хеман                                           |
| Лучший игровой короткометражный фильм, снятый на одну бобину | «Симфония города» — Эдмунд Х. Рик                                                                                     |
| Лучший игровой короткометражный фильм, снятый на одну бобину | «Annie Was a Wonder» — Херберт Мултон                                                                                 |
| Лучший игровой короткометражный фильм, снятый на одну бобину | «Cinderella Horse» — Гордон Холлингсхед                                                                               |
| Лучший игровой короткометражный фильм, снятый на одну бобину | «So You Want to Be on the Radio» — Гордон Холлингсхед                                                                 |
| Лучший игровой короткометражный фильм, снятый на одну бобину | «You Can’t Win» — Пит Смит                                                                                            |
| Лучший игровой короткометражный фильм, снятый на две бобины  | «Остров тюленей» — Уолт Дисней                                                                                        |
| Лучший игровой короткометражный фильм, снятый на две бобины  | «Calgary Stampede» — Гордон Холлинсхед                                                                                |
| Лучший игровой короткометражный фильм, снятый на две бобины  | «Going to Blazes» — Херберт Морган                                                                                    |
| Лучший игровой короткометражный фильм, снятый на две бобины  | «Samba-Mania» — Гарри Грей                                                                                            |
| Лучший игровой короткометражный фильм, снятый на две бобины  | «Snow Capers» — Томас Мид                                                                                             |
| Лучший документальный полнометражный фильм                   | «Секретная страна» — Орвилл О. Далл                                                                                   |
| Лучший документальный полнометражный фильм                   | «Молчаливый» — Дженис Лоб                                                                                             |
| Лучший документальный короткометражный фильм                 | «К независисмости» |
| Лучший документальный короткометражный фильм                 | «Heart to Heart» |
| Лучший документальный короткометражный фильм                 | «Operation Vittles»                                                                                                   |
| Лучший анимационный короткометражный фильм                   | «The Little Orphan» — Фред Куимби                                                                                     |
| Лучший анимационный короткометражный фильм                   | «Микки и тюлень» — Уолт Дисней                                                                                        |
| Лучший анимационный короткометражный фильм                   | «Мыши-разрушители» — Эдди Зельцер                                                                                     |
| Лучший анимационный короткометражный фильм                   | «Robin Hoodlum» — United Productions of America                                                                       |
| Лучший анимационный короткометражный фильм                   | «Tea for Two Hundred» — Уолт Дисней                                                                                   |

## Специальные награды
- Лучший фильм на иностранном языке — «Месье Венсан» — режиссёр Морис Клош,  Франция.
- Награда имени Ирвинга Тальберга — Джерри Уолд — продюсер, сценарист.
- Молодёжная награда Академии — Айван Джендл — за выдающееся исполнение роли Карела Малика в фильме «Поиск».
- Награда за выдающиеся заслуги:
  - Сид Громан;
  - Уолтер Уэнгер;
  - Адольф Цукор;
  - Джин Хершолт.

## Премия за научные и технические достижения
Награда II класса
- Виктор Каччиаланца, Морис Эйрс и Строительный отдел «Paramount Studio Set»;
- Ник Колтен, Луи Дж. Уитт и Отдел механических эффектов студии «20th Century-Fox Studio».

Награда III класса
- Марти Мартин, Джек Лэннон, Расселл Шерман и Отдел спецэффектов радиостудии «РКО»;
- Э. Дж. Моран и Электротехнический отдел студии «Warner Bros.».